# Veľké Rovné
Veľké Rovné és un poble i municipi d'Eslovàquia que es troba a la regió de Žilina, al centre-nord del país. El 2022 tenia 3.621 habitants.

## Demografia
| Godina             | 1994 | 2004   | 2014   | 2024   |
| ------------------ | ---- | ------ | ------ | ------ |
| Nombre de persones | 4051 | 4042   | 3779   | 3582   |
| Diferència         |      | −0,22% | −6,50% | −5,21% |

| Godina             | 2023 | 2024   |
| ------------------ | ---- | ------ |
| Nombre de persones | 3581 | 3582   |
| Diferència         |      | +0,02% |